# Wouter Bos

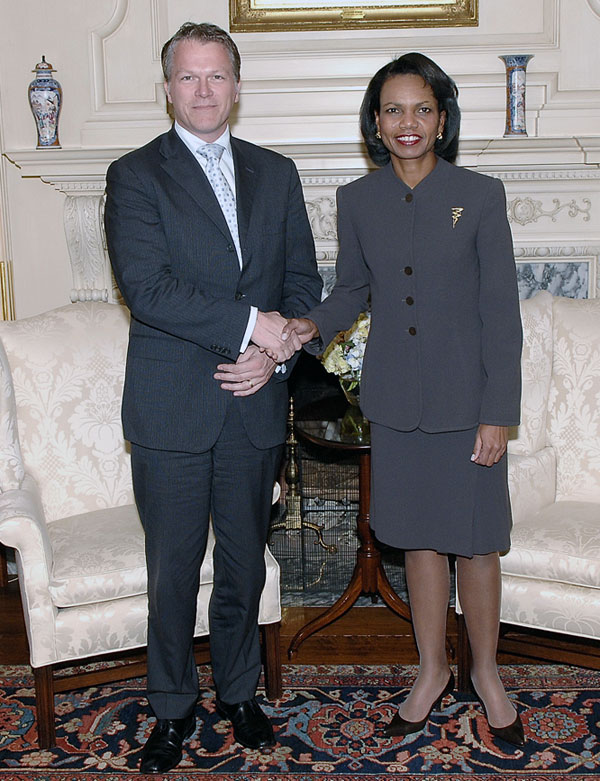
Wouter Bos amb la secretària d'estat dels Estats Units Condoleezza Rice el 2007.

Wouter Jacob Bos (ˈʋʌutər ˈbɔs; Vlaardingen, 14 de juliol de 1963) és un polític neerlandès, cap del Partit del Treball dels Països Baixos del 17 de novembre de 2002 fins al 12 de març de 2010. Va ser Ministre de Finances i viceprimer ministre al gabinet Balkenende IV de 22 de febrer de 2007 fins al 23 de febrer 2010, data en què ha anunciat que es retira de la política.

## Biografia

### Els inicis
Pertany a una família protestant amb tradició en la participació política. El seu pare va fundar el fons de cooperació per al desenvolupament ecumènic ICCO, que també va dirigir durant molts anys. Entre 1969 i 1974 va assistir a l'escola primària protestant de Beurthonk a Odijk. A partir de 1974 va assistir al Liceu protestant Christelijk a Zeist. El 1980 es va graduar de ciències i clàssics. En 1980-81 fou instructor voluntari al Centre Nacional de l'YMCA a Curdridge (Regne Unit).
El 1981 ingressà a la Vrije Universiteit d'Amsterdam per a estudiar ciències polítiques alhora que ingressava al Pvda. El 1982 també es matriculà en econòmiques i el 1988 es graduà cum laude en ambdues matèries.
De 1988 a 1998 va ocupar diversos càrrecs a la Royal Dutch Shell. Això el diferencia de la majoria de polítics de l'esquerra neerlandesa, ja que pocs han treballat per a multinacionals. Bos va començar a treballar per la Shell, perquè pensava que "els neerlandesos d'esquerra no ha de deixar el món dels negocis als neerlandesos de dretes".
Entre 1988 i 1990 treballà a la refineria Pernis com a consultor de gestió. on era un especialista en la formació i reorganització. El 1990 va ser nomenat assessor polític de la Junta Central, especialitzat en relacions laborals i condicions de treball, i també va exercir com a representant de l'oficina central en les seves relacions amb el comitè d'empresa central. En 1992-93 va ser destinat com a gerent d'assumptes generals de Shell Romania Exploration, on va ser responsable de la creació de la filial romanesa de Shell. El 1993 va ser destinat a Hong Kong per a treballar com a gerent de desenvolupament i planificació de personal de les empreses Shell a la Xina, com a responsable de la contractació i selecció del nou gerent de Shell a Corea del Sud, Taiwan, Hong Kong i la Xina. El 1996 va tornar a Europa i va treballar com a consultor de nous mercats per a Shell International Oil Products a Londres, centrant-se en l'adquisició en el desenvolupament dels mercats de LGP a Amèrica del Sud i Àsia. El 1998 se'n va anar de Shell per a ingressar en la política neerlandesa. Durant un breu temps va ser assessor de política per al PvdA a la Tweede Kamer i assistent personal del portaveu financer del grup parlamentari, Rick van der Ploeg.

## Vida política
Fou elegit diputat per primer cop a les eleccions legislatives neerlandeses de 1998 després de fer campanya amb Rick van der Ploeg i Willem Vermeend, més coneguts com els polderboys; plegats donaren conferències sobre economia a les universitats. El 2000 fou nomenat responsable de fiscalitat, política monetària i finances locals quan Veermend fou nomenat secretari d'estat de finances.
Després de la caiguda del primer govern Balkenende es convocaren les eleccions legislatives neerlandeses de 2002, en les que es presentà com a líder de facto del Pvda. Alhora, fou votat com a líder del grup parlamentari (un 60% dels vots) per a substituir Jeltje van Nieuwenhoven. A les eleccions legislatives neerlandeses de 2003, ja cap oficial del PvdA, intentà disputar la formació de govern a Jan Peter Balkenende i va aconseguir respecte a les anteriors eleccions passar del 15% (23 escons) al 27% (42 escons). Aquest ressorgiment va ser acreditat en part al carisma i aparença jovenil de Bos (i, segons alguns periodistes el seu "toc sexy"). Però la CDA de Balkenende es va mantenir com a partit més votat per dos escons de diferència. Les converses per formar una coalició entre Balkenende i Bos va fracassar. La CDA va formar finalment govern amb els liberals conservadors del VVD, i els liberals progressistes Demòcrates 66.
En aquest temps Bos va ser el líder del principal partit de l'oposició. Va passar un temps considerable de la reforma de l'organització interna i la imatge pública del PvdA, juntament amb el president del partit Ruud Kool. Va ser criticat pel seu silenci sobre les reformes i qüestions importants, i la seva moderació va fer que altres partits reclamessin el lideratge de l'oposició, entre ells especialment el Partit Socialista. Tot i que encara gaudia de gran suport públic, la crítica sobre el seu enfocament de la política "estil sobre substància" es va expressar en aquest període. En el Congrés del PvdA de desembre de 2005 Bos va anunciar que aspirava a convertir-se en Primer Ministre dels Països Baixos si el PvdA aconseguia convertir-se en el partit més votat després de les properes eleccions. I a les eleccions municipals de 2006 el PvdA va convertir-se en el major partit en els governs locals.
No obstant això, en la campanya electoral per a les eleccions legislatives neerlandeses de 2006 el PvdA no va aconseguir mantenir la posició de partit més votat. Alguns consideren que la reforma de les pensions proposada per ell per a combatre les conseqüències de l'envelliment de la població fou la principal causa d'aquest descens de la popularitat. Altres emfatitzaren en una caiguda de la confiança en Bos en bona part de l'electorat que el percebia com a "poc fiable". Bos va perdre vuit escons a les eleccions, que van anar a parar al principal rival polític del PvdA a la banda esquerra de l'espectre polític, el més radical Partit Socialista.
No obstant això, després de les eleccions (i aquest cop les converses de coalició amb el primer ministre Balkenende foren un èxit), Bos fou nomenat Primer Ministre Adjunt i Ministre d'Hisenda en el quart govern Balkenende.
Com a part de la direcció del PvdA, va revocar la seva confiança en Ella Vogel com a ministre d'Integració i Habitatge, qui va renunciar al seu càrrec el 13 de novembre de 2008. La premsa del Parlament neerlandès el va escollir com a polític de l'any 2008, en gran part a causa de la seva gestió de la Crisi financera global del 2007-2012 que va incloure la nacionalització del banc Fortis.